# Jamill Selim Sales Júnior
Jamill Selim Sales Júnior (Ipatinga, 12 de abril de 1961) é um pecuarista, advogado e político brasileiro do estado de Minas Gerais.
Jamill Júnior foi deputado estadual constituinte de Minas Gerais na 11ª legislatura (1987-1991), pelo PMDB.
.